# Daraga
Daraga est une ville de 1re classe, capitale de la province d'Albay aux Philippines. Selon le recensement de 2010 elle est peuplée de 115 804 habitants.

## Barangays
Daraga est divisée en 54 barangays.
- Alcala
- Alobo
- Anislag
- Bagumbayan
- Balinad
- Bañadero
- Bañag
- Bascaran
- Bigao
- Binitayan
- Bongalon
- Budiao
- Burgos
- Busay
- Canarom
- Cullat
- de la Paz
- Dinoronan
- Gabawan
- Gapo
- Ibaugan
- Ilawod
- Inarado
- Kidaco
- Kilicao
- Kimantong
- Kinawitan
- Kiwalo
- Lacag
- Mabini
- Malabog
- Malobago
- Maopi
- Market Area
- Maroroy
- Matnog
- Mayon
- Mi-isi
- Nabasan
- Namantao
- Pandan
- Peñafrancia
- Sagpon
- Salvacion
- San Rafael
- San Ramon
- San Roque
- San Vicente Grande
- San Vicente Pequeño
- Sipi
- Tabon-Tabon
- Tagas
- Talahib
- Villahermosa

## Démographie
| Année | Habitants | Évolution |
| ----- | --------- | --------- |
| 1995  | 91 829    | -         |
| 2000  | 101 031   | 10,02 %   |
| 2007  | 110 625   | 9,50 %    |
| 2010  | 115 084   | 4,03 %    |